# Museo del Turrón
El Museo del Turrón es un museo ubicado en Castuera, Badajoz. Está dedicado a exponer y divulgar la tradición turronera de la región. Se sitúa en lo que antiguamente era una fábrica de harinas, y en 2005 pasó a ser el único espacio cultural que homenajea una industria fundamental en el desarrollo de la economía y la cultura del lugar desde finales del siglo XX.
Comparte ubicación con el Centro de Interpretación de la Naturaleza La Serena y Sierras Periféricas. El edificio cuenta con 4 plantas divididas por áreas temáticas, dos patios amplios, salón de actos y distintas salas,  la "Sala Miguel Hernández" o la "Sala Almazara" , reservadas para eventos culturales. En este espacio también se ofrecen visitas guiadas para grupos, actividades escolares, talleres educativos y exposiciones temporales.

## Historia
El turrón es uno de los productos más importantes en la industria y la economía de Castuera junto a otros como La Torta de La Serena. El origen de la fabricación del turrón data en torno al año 1791, pero no hay registros donde quede reflejado si se comercializaba con él. Se desconoce cómo arraigó esta tradición turronera, aunque se plantean varias hipótesis como la influencia de la cultura árabe que se asentó en la zona y producía un dulce parecido al turrón, conocido como halwa, pero la más probable es que se deba al contacto con catalanes y alicantinos, con una tradición turronera arraigada, que frecuentaban la zona en busca de coscoja, una planta usada para obtener tinte.
En su origen, las instalaciones en las que se encuentra el Museo del Turrón, era la Fábrica de Harinas de Castuera, propiedad de la familia Atalaya, vecinos del pueblo. Se trataba de un edificio de principios de siglo XX, de 3.500 metros cuadrados que incluía la fábrica, un molino de aceite y una panadería. En Extremadura el proceso industrial fue posterior, y las primeras máquinas se introdujeron entre 1870 y 1936. A partir de este momento, en Castuera, se instaló maquinaria dentro de la Fábrica de Harinas, que contaba con diez operarios especializados que trabajaban en varios turnos y eran los encargados de la recogida, el transporte y la fabricación del pan que se vendía en los establecimientos del pueblo.
En 2005, se inauguró el Museo del Turrón y el Centro Interpretativo del pueblo después de que se restaurarán las partes visibles, instalando cristaleras amplias y sustituyendo el ladrillo desgastado por uno nuevo. Pero manteniendo la maquinaria de la fábrica en la planta baja, que forma parte de la exposición.
La última reforma que se conoce fue en 2006, por adjudicación urgente del Ministerio de Vivienda, cuando se restauró el molino de aceite con un presupuesto de 945.601,74 euros y tuvo una duración de catorce meses. Después de esta reforma, en 2009 se volvió a inaugurar el nuevo espacio y con ello el museo consigue la rehabilitación total de las instalaciones.
Desde su apertura el museo continúa abierto, ofrece visitas por un precio de dos euros por persona, actividades y talleres escolares, y también ha sido testigo de celebraciones culturales como el XXV Festival de Música Sacra en 2020, o el Festival Itinerante CortoEspaña, que proyecta cortometrajes en más de 150 eventos anuales por toda España.

## Administración y política
La titularidad y gestión del museo es de carácter público, lo administra el Ayuntamiento de Castuera y la encargada es la teniente de alcalde y secretaria de Memoria Democrática, Piedad Roso Núñez.
El Museo del Turrón forma parte de la Red de Instituciones Museísticas de Extremadura, una estructura organizativa destinada a la cooperación, en el ámbito museístico, entre las Administraciones Públicas o privadas de la Comunidad Autónoma de Extremadura que estén registradas. Los museos, colecciones o centros de interpretación que estén inscritos en esta red obtienen beneficios como la participación en programas de difusión, préstamos temporales y depósitos de bienes integrantes, asesoramiento técnico, incorporación a circuitos de exposiciones que planifique la Consejería competente, e iniciativas de formación para los empleados del museo.
El museo también pertenece al plan de acción “La Serena, paisaje cultural” que desarrolla el Ministerio de Cultura con el objetivo de dar visibilidad a la comarca. Está financiado por la Diputación Provincial de Badajoz, con la colaboración de la Junta de Extremadura y las Mancomunidades de La Serena y La Serena-Vegas Altas. Es un plan de reactivación socioeconómica que pone en valor y promociona sus espacios culturales para evitar la pérdida demográfica de la zona. Gracias a este plan de acción, el Museo del Turrón es considerado uno de los reclamos turísticos más importantes de la comarca.

## Colecciones
La colección del Museo del Turrón muestra un viaje en el tiempo a través de la evolución de la industria turronera. El espacio está dividido en cuatro salas temáticas: “Del caldero a la fábrica”, “Del trigo al pan”, “De la mula al camión” y “La harina de Castuera”. Todas ellas contienen fotografías y documentos reales, además de maquinaria usada en la antigüedad para la fabricación del turrón, donados por profesionales de la industria y por los vecinos de la región. Además, cuenta también con paneles informativos visuales, una reproducción de una antigua fábrica de turrón, y una sala dedicada a la comercialización del dulce navideño en todas sus variedades, expuestos en kioscos.

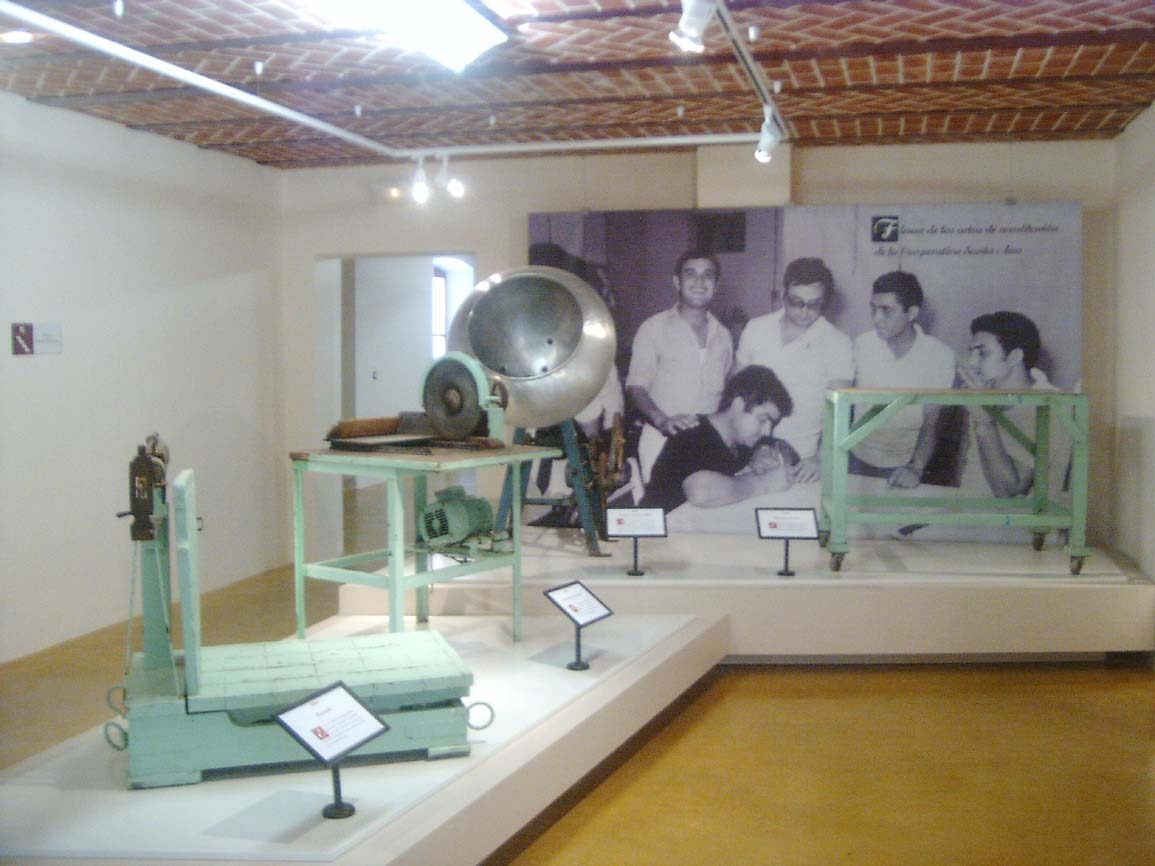
Cortadores de turrón, bombo de peladillas y fotografías expuestas en el interior del museo.

Algunas de las piezas que incluye esta colección datan entre 1940 y 1960, cuando la industrialización llegó a Castuera con nuevos aparatos que facilitaban el trabajo de los turroneros. Los ejemplos más destacados son:
- Básculas: Para pesar la cantidad de almendras que se incluían en la masa del turrón, y para comprobar el peso de este.

- Cortadora de turrón: Para dividir los bloques de turrón en porciones pequeñas.
- Bombo de peladillas: Usado también para hacer dulces como las almendras garrapiñadas.

Al ser el edificio una antigua fábrica de harinas, también forman parte de la exposición maquinaria como los molinos de rodillo o “austrohúngaros”, cuatro molinos que convertían el grano de trigo en polvo de harina. Los tamizadores de grano (plansichter) o los clasificadores de harina. Pero el más destacado es el motor modelo Deutz, adquirido por Manuel Tena de Morillo en la Exposición Internacional de Barcelona en 1929, una celebración que atrajo nuevas industrias en España.